# Auslandstournee
Auslandstournee ist ein deutscher Spielfilm aus dem Jahr 2000. in ihrem Langspielfilmdebüt schrieb die deutsch-kurdische Regisseurin Ayşe Polat auch das Drehbuch. Der Roadmovie entstand mit Unterstützung der Reihe Das kleine Fernsehspiel, lief aber zunächst im Kino.
Im Zentrum der Geschichte stehen der Nachtclubsänger Zeki (Hilmi Sözer) und die elfjährige Senay (Özlem Blume), die er bei ihrer Tante in Istanbul abliefern soll.

## Inhalt
Das Leben der jungen Senay war nicht einfach; ihre Mutter verschwand nach ihrer Geburt und nachdem ihr Vater plötzlich gestorben ist, vertrauen die Nachbarn sie Zeki, dem Freund und ehemaligen Kollegen des Vaters an. Der homosexuelle Nachtclubsänger erklärt sich bereit, Senay zu ihrer „Tante“ bringen und sucht dabei eigentlich nach ihrer Mutter, was er ihr zu verschweigen versucht. Auf der Reise von Hamburg über Frankreich bis nach Istanbul durchläuft das ungleiche Paar sowohl Phasen der Annäherung, als auch Enttäuschungen und wächst schließlich an den Herausforderungen, denen es begegnet.

## Kritiken
„Die filmische Odyssee zwischen Ländern und Geschlechtern wirft aus ungewöhnlicher Perspektive beeindruckende Blicke auf die türkische Kultur, die selten so differenziert, hintergründig und mit solcher Wärme dargestellt wird“

„Schräge Story, abgefahrene Sprüche, sympathische Typen, interessantes Milieu, tränenseliges Finale – und wirksame Medizin gegen die dummen und bösartigen Vorurteile unserer Zeit.“

„Roadmovie um ein zunächst grundverschiedenes Paar, dass sich im Lauf der Reise annähert und sich gegenseitig schätzen lernt. Zugleich die Entwicklungsgeschichte eines türkischen Mädchens, das lernt, sich im Leben zurechtzufinden und mit seinen Gefühlen umzugehen.“

„In Ayşe Polats Film sieht man mit dem offen schwul lebenden Sänger Zeki durch die türkische Nachtclubszene Europas. En passant erzählt der Film von Wahlfamilien, von türkischen Frauen, die sich der Mutterrolle verweigern, von Traditionen, die hochgehalten, aber nicht mehr gelebt werden.“

## Auszeichnungen
- Internationales Film-Festival in Ankara (2001)